# رالي رودس
رالي رودس (بالإنجليزية: Raleigh Rhodes)‏ هو ضابط أمريكي، ولد في 26 يونيو 1918 في ماديرا في الولايات المتحدة، وتوفي في 26 نوفمبر 2007 في سان خوسيه في الولايات المتحدة بسبب سرطان الرئة.